# 4008-as busz
A 4008-as jelzésű autóbuszvonal Mezőkövesd és Tiszaújváros környékének egyik regionális járata, melyet a Volánbusz lát el a két város között, Mezőcsát érintésével.

## Közlekedése

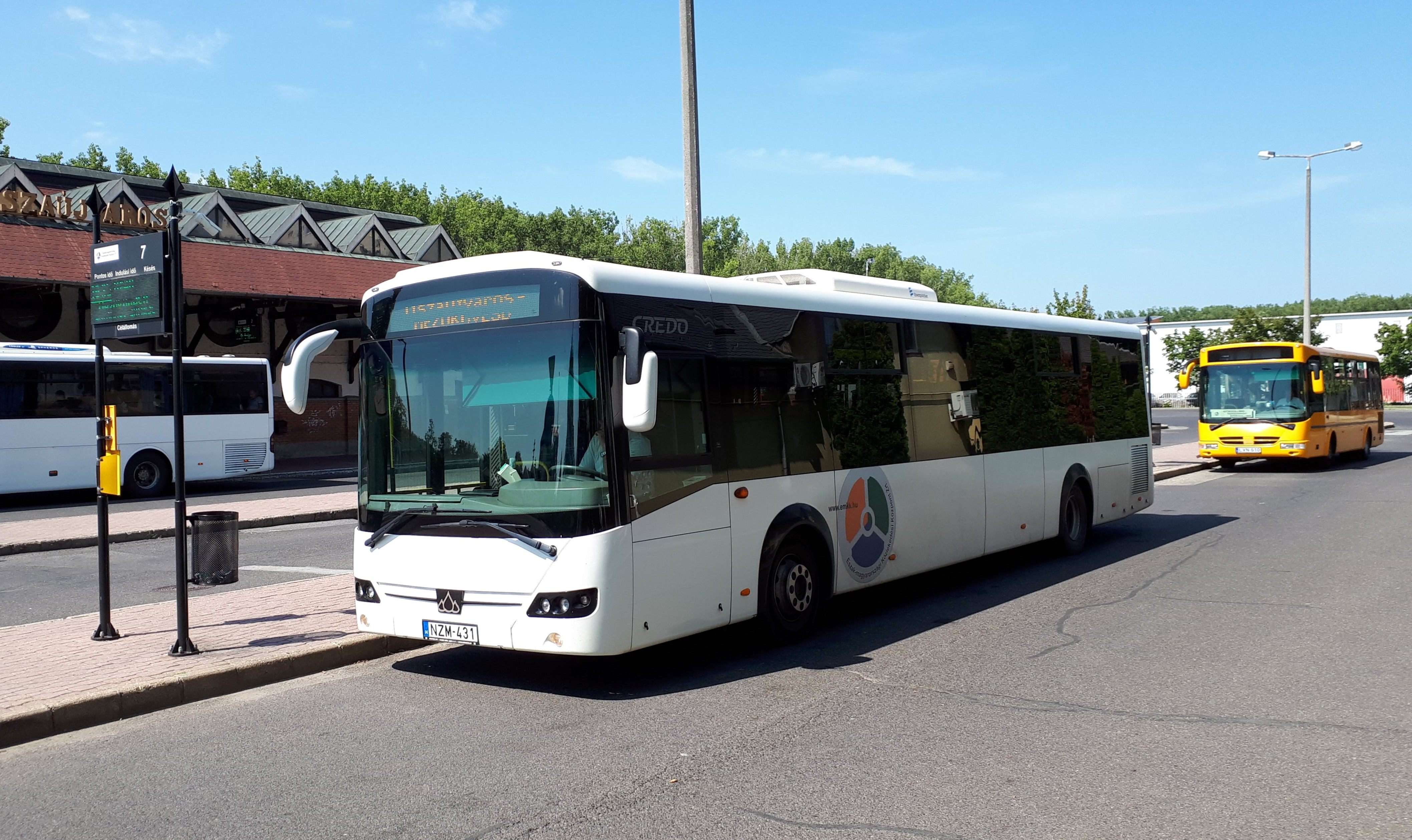
Credo Econell 12 várakozik indulásra Tiszaújvárosban

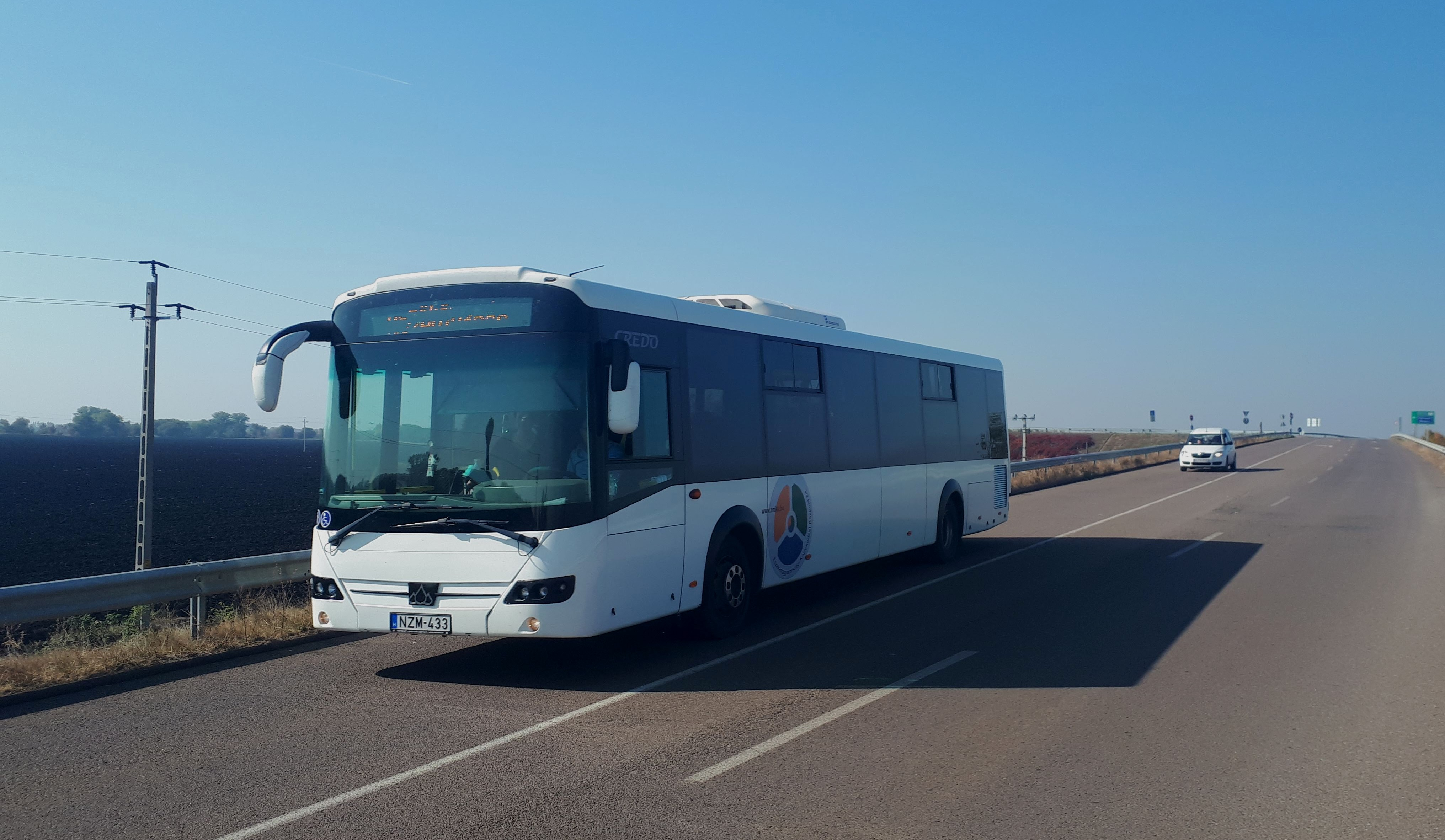
Credo tart lefelé az M3-as autópálya feletti felüljáróról Mezőnagymihály előtt

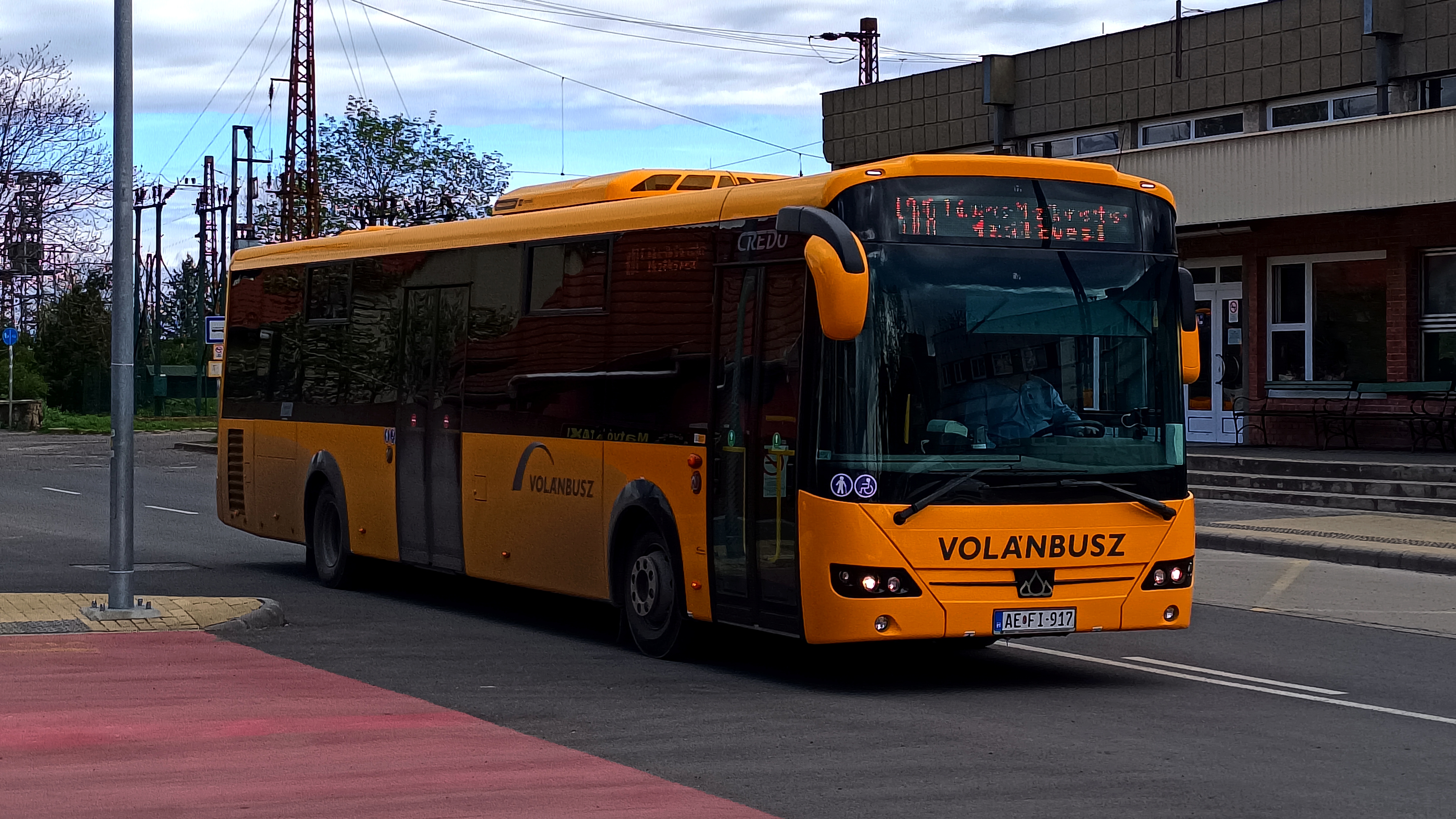
Sárga Econell érkezik Mezőkövesd állomására

A járat a járásközpont Mezőkövesdet köti össze a szintén járásközpont, fontos iparral rendelkező Tiszaújvárossal, de az országos gyorsjáratokkal ellentétben nem a főutakon halad, hanem (a szintén járásközpont) Mezőcsáton, és egyéb kistelepüléseken át halad. Mezőkövesd és Mezőcsát között ez a legrövidebb útvonal, de s legtöbb indítás végigközlekedik Tiszaújvárosig, legfeljebb nem térnek be minden településre (a 4010-es busz közlekedik csak Mezőcsátig). Mezőkeresztes-Mezőnyárád vasútállomáson egyes indításai vasúti csatlakozást is kapnak vagy adnak, továbbá Mezőkövesden is kapnak, illetve adnak a járatok vasúti csatlakozást, mivel 2023-ban az autóbusz-állomás a vasútállomás mellé költözött. Egyes indítások végállomása a vegyi kombinátnál van, míg más indítások az autóbusz-állomáson fordulnak.
A két város között nyékládházi átszállással van csak vasúti összeköttetés, így e buszjárat különösen fontos. Napi fordulószáma átlagosnak mondható, de a már említett okok miatt a teljes útvonalat kevés indítás járja végig.

## Megállóhelyei
| 0  | Mezőkövesd, autóbusz-állomás végállomás         | 51 | 1057, 1341, 1344, 1375, 1377, 1379, 1380, 1382, 1426, 1427, 1447, 1468, 3146, 3418, 3419, 3421, 3749, 4001, 4005, 4006, 4007, 4010, 4013, 4014, 4015, 4016, 4017, 4018, 4023, 4026, 4027, 4030, 4157 személyvonat, InterRégió, Ezüstpart expresszvonat, Hernád-Zemplén InterCity, Hernád nemzetközi InterCity, Borsod InterCity, Hámor InterCity |
| 1  | Mezőkövesd, Szent László tér                    | 50 | 5, 5C, 5D, 5E, 5F, 5Y, 6C, 6D, 7, 7A, 8, 8A, 8C 1341, 1379, 1380, 3416, 3749, 4001, 4005, 4006, 4007, 4013, 4015, 4017, 4018, 4023, 4026, 4030 |
| 2  | Mezőkövesd, gimnázium                           | 49 | 5, 5C, 5D, 5E, 5F, 5Y, 6C, 6D, 7, 7A, 8, 8A, 8C 1341, 1377, 1379, 1380, 1382, 3416, 3749, 4001, 4005, 4006, 4007, 4017, 4023, 4027, 4030 |
| 3  | Mezőkövesd, transzformátor-állomás              | 48 | 3749, 4001, 4005, 4006, 4007, 4027, 4030 |
| 4  | Klementina bejárati út                          | 47 | 3749, 4001, 4005, 4006, 4007, 4030 |
| 5  | Tardi elágazás                                  | 46 | 3749, 4001, 4005, 4006, 4007, 4030 |
| 6  | Mezőnyárád, temető                              | 45 | 1379, 1380, 3747, 3749, 4005, 4006, 4007, 4027 |
| 7  | Mezőkeresztes-Mezőnyárád vasútállomás           | 44 | 3747, 4006, 4007, 4027, 4028, 4030 személyvonat, sebesvonat, gyorsvonat |
| 8  | Mezőkeresztes, lakótelep                        | 43 | 1341, 3747, 4026, 4028, 4030 |
| 9  | Mezőkeresztes, malom                            | 42 | 3747, 4026, 4028, 4030 |
| 10 | Mezőkeresztes, autóbusz-váróterem               | 41 | 1057, 1341, 3747, 4026, 4027, 4028, 4030 |
| 11 | Mezőkeresztes, templom                          | 40 | 1341, 3747, 4026, 4028, 4030 |
| 12 | Mezőkeresztes, bolt                             | 39 | 3747, 4026, 4028, 4030 |
| 13 | Mezőnagymihály, Kossuth utca 7.                 | 38 | 3747, 4027, 4030 |
| 14 | Mezőnagymihály, Takarékszövetkezet              | 37 | 3747, 4027, 4030 |
| 15 | Mezőnagymihály, bolt                            | 36 | 1057, 1341, 3747, 4027, 4030 |
| 16 | Mezőnagymihály, temető                          | 35 | 3747, 4027, 4030 |
| 17 | Gelej, temető                                   | 34 | 3747, 4027, 4030 |
| 18 | Gelej, községháza                               | 33 | 1057, 1341, 3747, 4027, 4030 |
| 19 | Gelej, Petőfi út                                | 32 | 3747, 4030 |
| 20 | Mezőcsát, vásártér                              | 31 | 1341, 3747, 4030 |
| 21 | Mezőcsát, autóbusz-váróterem                    | 30 | 1057, 1341, 1424, 3741, 3743, 3747, 3963, 3964, 3965, 3976, 4010, 4030 |
| 22 | Mezőcsát, Rákóczi utca 40.                      | 29 | 3963 |
| 23 | Mezőcsát, vasútállomás                          | 28 | 3741, 3743, 3963 |
| 24 | Mezőcsát, vasútállomás bejárati út              | 27 | 1424, 3963, 3964, 3965, 3976 |
| 25 | Tiszakeszi elágazás                             | 26 | 1424, 3963, 3964, 3965, 3976 |
| 26 | Tiszatarjáni elágazás                           | 25 | 1424, 3963, 3964, 3965 |
| 27 | Tiszatarján, temető                             | 24 | 1424, 3963, 3964, 3965 |
| 28 | Tiszatarján, Árpád utca 28.                     | 23 | 1424, 3963, 3964, 3965 |
| 29 | Tiszatarján, autóbusz-forduló                   | 22 | 1424, 3963, 3964, 3965 |
| 30 | Tiszatarján, Árpád utca 28.                     | 21 | 1424, 3963, 3964, 3965 |
| 31 | Tiszatarján, temető                             | 20 | 1424, 3963, 3964, 3965 |
| 32 | Tiszatarjáni elágazás                           | 19 | 1424, 3963, 3964, 3965 |
| 33 | Hejőkürt, autóbusz-váróterem                    | 18 | 1341, 1424, 3963, 3964, 3965 |
| 34 | Hejőkürt, Szent István utca 21.                 | 17 | 1424, 3963, 3964, 3965 |
| 35 | Hejőkürt, logisztikai központ                   | 16 | 1424, 3963, 3964, 3965 |
| 36 | Oszlár, autóbusz-váróterem                      | 15 | 1341, 1424, 3963, 3964, 3965 |
| 37 | Tiszapalkonya, Hunyadi utca                     | 14 | 1424, 3963, 3964, 3965 |
| 38 | Tiszapalkonya, Bem József utca 12.              | 13 | 1424, 3963, 3964, 3965 |
| 39 | Tiszapalkonya, községháza                       | 12 | 1341, 1424, 3963, 3964, 3965 |
| 40 | Tiszapalkonya, temető                           | 11 | 1424, 3963, 3964, 3965 |
| 41 | Tiszaújváros, Honvéd utca bejárati út           | 10 | 1424, 3963, 3964, 3965 |
| 42 | Tiszaújváros, MOL V. kapu                       | 9  | 1424, 3963, 3964, 3965 |
| 43 | Tiszaújváros, Dózsa György utca                 | 8  | 1450, 3950, 3952, 3960, 3963, 3964, 3965, 4484 |
| 44 | Tiszaújváros, ÉMKK üzemegység                   | 7  | 2 1369, 1370, 1372, 1424, 1450, 3739, 3744, 3950, 3952, 3960, 3963, 3964, 3965, 4484 |
| 45 | Tiszaújváros, bejárati út                       | 6  | 2 1341, 1369, 1370, 1372, 1424, 1426, 1450, 3731, 3733, 3739, 3744, 3745, 3950, 3952, 3960, 3963, 3964, 3965, 3968, 3970, 3971, 3975, 4484 |
| 46 | Tiszaújváros, MOL autóbusz-váróterem            | 5  | 1450, 3733, 3734, 3744, 3745, 3950, 3952, 3960, 3963, 3964, 3965, 3966, 3968, 3970, 3971, 3974, 3975, 4484 |
| 47 | Tiszaújváros, bejárati út                       | 4  | 2 1341, 1369, 1370, 1372, 1424, 1426, 1450, 3731, 3733, 3739, 3744, 3745, 3950, 3952, 3960, 3963, 3964, 3965, 3968, 3970, 3971, 3975, 4484 |
| 48 | Tiszaújváros, művelődési ház                    | 3  | 2, 3 1424, 3733, 3734, 3739, 3744, 3745, 3950, 3952, 3960, 3963, 3965, 3966, 3968, 3970, 3971, 3975, 4484 |
| 49 | Tiszaújváros, autóbusz-állomás                  | 2  | 1, 1A, 2, 3 1057, 1341, 1369, 1370, 1372, 1374, 1424, 1427, 3731, 3733, 3734, 3737, 3739, 3744, 3745, 3752, 3950, 3952, 3960, 3963, 3964, 3965, 3966, 3967, 3968, 3969, 3970, 3971, 3974, 3975, 4484 |
| 50 | Tiszaújváros, bejárati út                       | 1  | 2 1341, 1369, 1370, 1372, 1424, 1426, 1450, 3731, 3733, 3739, 3744, 3745, 3950, 3952, 3960, 3963, 3964, 3965, 3966, 3968, 3970, 3971, 3975, 4484 |
| 51 | Tiszaújváros, MOL autóbusz-váróterem végállomás | 0  | 1450, 3733, 3734, 3744, 3745, 3950, 3952, 3960, 3963, 3964, 3965, 3966, 3968, 3970, 3971, 3974, 3975, 4484 |